# Palaeosaurus
Palaeosaurus (of Paleosaurus) is een geslacht van onbepaalde uitgestorven archosauriërs bekend van twee tanden gevonden in de Bromsgrove Sandstoneformatie en ook ofwel het Magnesian Conglomerate of de Avon Fissure Fill van Clifton (Bristol), Engeland (oorspronkelijk Avon). Het heeft een ingewikkelde taxonomische geschiedenis gehad.
De fout van Richard Owen om prosauropode skeletresten te associëren met de vleesetende tanden die Riley en Stutchbury Palaeosaurus noemden, gecombineerd met Friedrich von Huene's Teratosaurus minor, die ook een combinatie was van carnivore en prosauropode resten, leidde ertoe dat paleontologen prosauropoden lange tijd als vleesetende dieren beschouwden. tijd. Deze fout haalde verschillende leerboeken en andere naslagwerken over dinosauriërs.

## Geschiedenis en classificatie
De vroegste tekening was van een fossiel met de naam Palaeosaurus dat niet tot Palaeosaurus behoorde. Dit fossiel is sindsdien verloren gegaan en behoorde waarschijnlijk toe aan een onbepaalde archosauriër die los staat van de Palaeosaurus (getekend in 1839 door Carlo Cattaneo voor het eerste nummer van Il Politecnico)
In de herfst van 1834 begonnen chirurg Henry Riley (1797–1848) en de curator van de Bristol Institution, Samuel Stutchbury (15 januari 1798 - 12 februari 1859), saurische overblijfselen op te graven in de steengroeve van Durdham Down in Clifton, momenteel een deel van Bristol, dat deel uitmaakt van het Magnesian Conglomerate. In 1834 en 1835 deden ze kort verslag van de vondsten. Ze gaven hun eerste beschrijving in 1836 en benoemden de twee nieuwe geslachten Palaeosaurus en Thecodontosaurus. In 1836 publiceerden Riley en Stutchbury kort en informeel over twee nieuwe fossiele tanden (de holotype-tand van Palaeosaurus platyodon staat vermeld onder BRSMG *Ca7448/3 en de holotype-tand van Palaeosaurus cylindrodon staat vermeld onder BRSMG *Ca7449/4. vermeld onder de laatste soort) gevonden in of nabij de stad Bristol, Engeland, die ze Palaeosaurus cylindrodon en Palaeosaurus platyodon noemden. Het was niet de bedoeling van Riley en Stutchbury om deze soorten toe te wijzen aan Saint-Hilaire's geslacht van teleosauriden; ze wisten gewoon niet dat de naam was gebruikt. Thecodontosaurus werd ook genoemd in deze publicatie. Pas in 1840 beschreven Riley en Stutchbury hun twee soorten Palaeosaurus volledig, elk gebaseerd op een enkele scherpe tand uit het Laat-Trias. De spellingen werden vervolgens gecorrigeerd tot Paleosaurus cylindrodon en Paleosaurus platyodon.
In 1842 creëerde Sir Richard Owen de naam Dinosauria. In dezelfde publicatie probeerde hij Paleosaurus en Thecodontosaurus van Riley en Stutchbury opnieuw te beschrijven, die hij niet als dinosauriërs beschouwde. Omdat hij niet op de hoogte was van de verandering in spelling, veranderde hij de naam weer in Palaeosaurus, en deze spelling werd gevolgd door alle volgende auteurs tot 1959. Owen wijst andere botten toe aan Palaeosaurus, die later opnieuw zou worden geclassificeerd als de prosauropode dinosauriër Thecodontosaurus. In tegenstelling tot Owen beschreef Thomas Henry Huxley in 1870 zowel Thecodontosaurus als Palaeosaurus voor het eerst als dinosauriërs. Hij beschouwde Palaeosaurus platyodon als synoniem met Thecodontosaurus antiquus, hoogstwaarschijnlijk vanwege de botten van Thecodontosaurus die Owen aan het voormalige geslacht had toegewezen. Huxley beschouwde Palaeosaurus cylindrodon echter als een niet-verwante vleesetende theropode.
De Amerikaanse paleontoloog Edward Drinker Cope benoemde in 1878 de derde soort Palaeosaurus fraserianus, voor een losse tand gevonden in Trias-rotsen in Pennsylvania. Tegenwoordig worden deze beschouwd als behorend tot een onbepaalde sauropodomorfe dinosauriër die geen verband houdt met Palaeosaurus. In 1881 werd de vierde soort Palaeosaurus stricklandi benoemd; deze worden nu erkend als die van een phytosauriër.

### Twintigste eeuw
Von Huene begreep in 1908 dat de tand van Palaeosaurus platyodon toebehoorde aan een phytosauriër en plaatste deze in het nieuwe geslacht Rileya, waardoor de nieuwe combinatie Rileya platyodon ontstond.
Een van de holotype-tanden van Palaeosaurus cylindrodon, vermoedelijk BRSMG *Ca7448/3, werd vernietigd tijdens de Tweede Wereldoorlog in 1940. De andere tand overleeft tot op de dag van vandaag.
In 1959 erkende de Duitse paleontoloog Oskar Kuhn voor het eerst sinds 1840 dat het geslacht Palaeosaurus, gecreëerd door Riley en Stutchbury in 1836, was bezet en creëerde de nieuwe geslachtsnaam Palaeosauriscus om Palaeosaurus cylindrodon en alle andere soorten te bevatten die eerder waren beschreven onder Palaeosaurus.
In 1964 zorgden Owens verkeerd geclassificeerde exemplaren ervoor dat de Amerikaan Edwin Harris Colbert prosauropoden in twee groepen indeelde: Palaeosauria, waaronder Palaeosaurus en Teratosaurus, waarvan werd aangenomen dat ze vleesetend zijn vanwege de chimaere aard van Palaeosaurus; en Plateosauria, waaronder Thecodontosaurus en Plateosaurus, die waren beschreven met de juiste schedels, en daarom correct werden beschreven als een herbivore groep.

### Eenentwintigste eeuw
Thecodontosaurus werd in 2000 opnieuw beschreven door een team van paleontologen onder leiding van Michael Benton, die het verkeerd geclassificeerde materiaal van Owen onder het geslacht Thecodontosaurus plaatsten in plaats van Palaeosaurus, en dit wordt nog steeds gevolgd. De meeste skeletbotten die ooit aan Palaeosaurus cylindrodon en Palaeosaurus platyodon waren toegewezen, werden ook opnieuw toegewezen aan Thecodontosaurus. De geslachten Rileya en Palaeosauriscus, evenals de soorten Palaeosaurus cylindrodon en Palaeosaurus platyodon, werden allemaal uitgeroepen tot nomina dubia.
In 2007 bevestigde Peter Galton, die de archosaurische fossielen van de vondsten in Bristol uit 1834 bekeek, opnieuw de identificatie van de twee tanden en opperarmbeenderen van Palaeosaurus platyodon (Rileya) als behorend tot een phytosauriër, en beschouwde hij Palaeosaurus cylindrodon (Palaeosauriscus) als een onbepaalde archosauriër. Hij was het met Benton eens dat Rileya twijfelachtig is, maar suggereerde dat Palaeosauriscus geldig kan zijn, gebaseerd op zijn nu vernietigde tand met een subcirculaire dwarsdoorsnede en fijne, schuin hellende tanden.

### Efraasia en Sellosaurus
In 1932 wees Von Huene nieuw materiaal toe aan Palaeosaurus; talrijke prosauropode botten gevonden in Duitsland. Vanwege Owen's Thecodontosaurus-botten die verkeerd waren toegewezen aan Palaeosaurus cylindrodon, werd aangenomen dat de soort een prosauropode was. Von Huene verwees daarom zijn nieuwe soort naar Palaeosaurus, waardoor de naam Palaeosaurus diagnostica ontstond.
In 1973 verplaatste Peter Galton, een Britse paleontoloog, de soort naar zijn eigen geslacht, waardoor de nieuwe combinatie Efraasia diagnosticus ontstond. Decennialang beschouwden de meeste wetenschappers Efraasia als een jonger synoniem van Sellosaurus; in 2003 herbeschreef Adam Yates, een andere Britse paleontoloog, echter de botten die aan Sellosaurus waren toegewezen. Hij benoemde het geslacht Efraasia voor sommige van deze botten, waaraan hij ook de botten toewees die eerst waren beschreven als Teratosaurus minor (hoewel de tanden werden weggelaten, die werden herkend als niet-dinosaurisch). Net als Galton in 1973, omvatte Yates' Efraasia ook de overblijfselen die voorheen bekend stonden als Palaeosaurus diagnosticus, hoewel Yates, in tegenstelling tot Galton, de soort Efraasia minor noemt, wat beide soorten synoniem maakt. Efraasia minor zou voorrang hebben omdat Von Huene in zijn publicatie uit 1908 Teratosaurus minor enkele pagina's voor Palaeosaurus diagnosticus beschreef, een regel die in feite niet bestaat. De soortaanduiding minor zou daarom voorrang op diagnostica hebben voor deze soort.

### Soorten
Typesoort: Palaeosaurus cylindrodon (nomen dubium) Riley en Stutchbury 1836 (een onbepaalde archosauromorf hernoemde later de typesoort van Palaeosauriscus cylindrodon, aangezien Palaeosaurus in beslag werd genomen) Andere soorten:
- Palaeosaurus fraserianus (nomen dubium) Cope 1878 (een onbepaalde sauropodomorf die later werd omgedoopt tot Palaeosauriscus fraserianus)
- Palaeosaurus platyodon (nomen dubium) Riley & Stutchbury 1836 (een onbepaalde phytosauriër hernoemde later de typesoort van het geslacht Rileya)
- Palaeosaurus stricklandi (nomen dubium) Davis 1881 (een onbepaalde phytosauriër die later naar het geslacht Palaeosauriscus werd overgebracht)
- Palaeosaurus diagnosticus Fraas, 1912 (alternatief gespeld P. diagnostica, beschreven door Eberhard Fraas in 1912, en opnieuw geclassificeerd als P.? diagnosticus door von Huene in 1936; nu toegewezen aan Efraasia.